# ちきちきこうじぃこうなぁず Vol.2
『ちきちきこうじぃこうなぁず Vol.2』は、笠浩二が1999年11月26日にリリースしたアルバムのタイトルである。

## 解説
- 笠浩二の通算4枚目のアルバム。
- 『ちきちきこうじぃこうなぁず』シリーズの2作品目。

## 収録曲
| 全作曲: 笠浩二。 |                      |        |            |          |
| #                | タイトル             | 作詞   | 作曲・編曲 | 編曲     |
| 1.               | 「ひみつ」           | 笠浩二 | 笠浩二     | 笠浩二   |
| 2.               | 「ひとやすみ」       | 笠浩二 | 笠浩二     | 笠浩二   |
| 3.               | 「夢の神話」         | 笠浩二 | 笠浩二     | 笠浩二   |
| 4.               | 「EXTENSION」        | 小林浩 | 笠浩二     | 米川英之 |
| 5.               | 「ひみつ」(カラオケ) |        | 笠浩二     |          |

## 楽曲解説
1. ひみつ
2. ひとやすみ
3. 夢の神話
4. EXTENSION
  - シングル『RYU EX.C-C-B』にも収録している。
5. ひみつ (カラオケ)
  - カラオケ音源